# クルト・フォン・シュライヒャー
クルト・フェルディナント・フリードリヒ・ヘルマン・フォン・シュライヒャー（ドイツ語: Kurt Ferdinand Friederich Hermann von Schleicher, 1882年4月4日 - 1934年6月30日）は、ドイツの陸軍軍人、政治家。最終階級は名誉陸軍歩兵大将。第14代ドイツ国首相、第2代プロイセン自由州国家弁務官、第4代国防大臣などを歴任。

## 概要
ヴァイマル共和政の時代、パウル・フォン・ヒンデンブルク大統領やヴィルヘルム・グレーナー国防相からの信任を背景に職業軍人ながら「政治将軍」として巨大な政治的権力を振るう。1932年6月にはフランツ・フォン・パーペン内閣を擁立し、彼自身も同内閣の国防相として入閣した。しかし後にパーペンを見限り、同内閣を崩壊させた。その後、自ら首相となるも、ナチ党党首アドルフ・ヒトラーとパーペンの協力によりシュライヒャー内閣は打倒され、1933年1月30日にはヒトラーを首相、パーペンを副首相とするヒトラー内閣が誕生した。その後は引退生活を送ったが、1934年6月30日に「長いナイフの夜」事件において親衛隊により夫人と共に殺害された。

## 経歴

### 前半生
ドイツ帝国領邦プロイセン王国ブランデンブルク・アン・デア・ハーフェルに陸軍士官の息子として生まれる。フォン・シュライヒャー家はブランデンブルクの旧家であった。
1896年から1900年にかけてベルリンのグロス・リヒターフェルデ (de:Groß-Lichterfelde) にあった名門のプロイセン陸軍士官学校 に在学した。

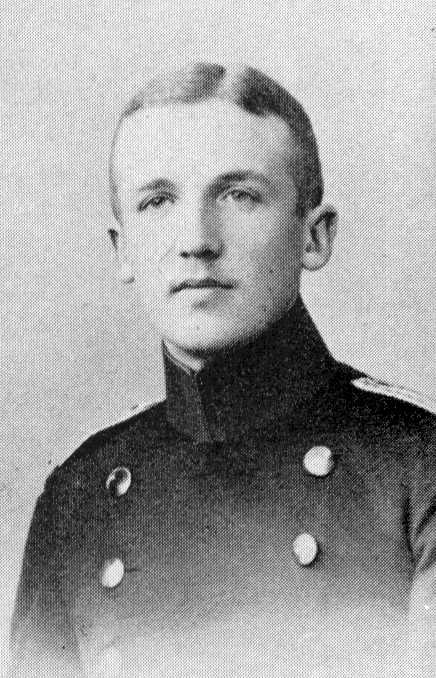
少尉時代のシュライヒャー（1900年）

1900年3月、少尉に任官し近衛第3歩兵連隊第5中隊に配属される。そこで同僚のオスカー・フォン・ヒンデンブルク（パウル・フォン・ヒンデンブルクの息子）と親しくなる。その他この部隊ではエーリッヒ・フォン・マンシュタインとも知り合った。1906年、同連隊の軽歩兵大隊に配属。
1909年に中尉に昇進し、プロイセン戦争大学校に入学した。同大学でヴィルヘルム・グレーナーに師事した。シュライヒャーはクルト・フォン・ハンマーシュタイン＝エクヴォルトと並んでグレーナーの最も優秀な教え子であったという。以降シュライヒャーはグレーナーによって引き立てられることとなる。
1913年に戦争大学を卒業し、参謀本部に配属された。グレーナーが運輸部長になるとシュライヒャーを部下として運輸部門に招いた。そこでのちに因縁の関係となるフランツ・フォン・パーペンと知り合った。
1914年に第一次世界大戦が勃発すると、大尉として兵站部に所属。1916年9月に「ドイツ国民の労働力を祖国防衛のために動員する」ことを目的とする戦時局(Kriegsamt)が創設され、グレーナーがその局長に就任した。シュライヒャーも11月にここに招かれ、グレーナーを補佐した。
1917年5月に短期間第237歩兵師団参謀としてガリツィア戦線に転出し、二級鉄十字章を得た。しかしそれ以外は大戦の大半を「書類机の将校」として過ごした。1918年7月に少佐に昇進。
1918年10月26日に上官グレーナーがルーデンドルフに代わって参謀次長となる。シュライヒャーもスパの大本営の参謀本部でグレーナー参謀次長の補佐にあたった。11月3日にキール軍港で水兵の反乱があり、反乱水兵たちは「兵士協議会」を創設してキール軍港を実効支配した。以降「ドイツ革命」と呼ばれる反乱がまたたく間にドイツ全土に広まった。11月9日にはスパの大本営にいたドイツ皇帝ヴィルヘルム2世は退位に追い込まれ（翌10日に中立国オランダへ亡命した）、ベルリンでドイツ社会民主党（SPD）のフィリップ・シャイデマンが共和国宣言を行った。

### 一次大戦後
ドイツ革命の流れの中、参謀本部のグレーナーとシュライヒャーは、フリードリヒ・エーベルトが率いるベルリンの社民党政府と連携することにした。社民党政府を認める代わりに兵士評議会を抑えつけ、軍が新国家においても存続できるよう要求した。この協約はベルリンの社民党政府の安定をもたらすとともに、軍部に「国家内国家」ともいえる独立性を与えることになった。
1918年11月末にスパからカッセルに大本営が移された後も、シュライヒャーはベルリンの首相官邸との連絡役をしていた。12月20日にベルリンで行われた参謀将校の会合に出席したシュライヒャーは、義勇軍の創設を提唱し、ハンス・フォン・ゼークト少将はじめ出席者の賛成を得た。シュライヒャーは義勇軍の装備と編成に大きな役割を演じた。
1919年10月1日にベルリン・ベントラー街にヴァイマル共和国軍を統括する国軍省(Reichswehrministerium)が新設された。シュライヒャーもここに移動となり、兵務局（ヴェルサイユ条約で禁止された参謀本部の偽装組織）の局長となったハンス・フォン・ゼークトの側近となった。ゼークトが1920年に陸軍統帥長官に昇進すると、彼から「黒色国防軍」の編成を任せられた。ゼークトは政治陰謀が好きなシャライヒャーを好んでいなかったが、彼の政治能力は評価し、政府との交渉やソ連との接触など政治的任務を次々と与えた。

### 「政治将軍」として暗躍

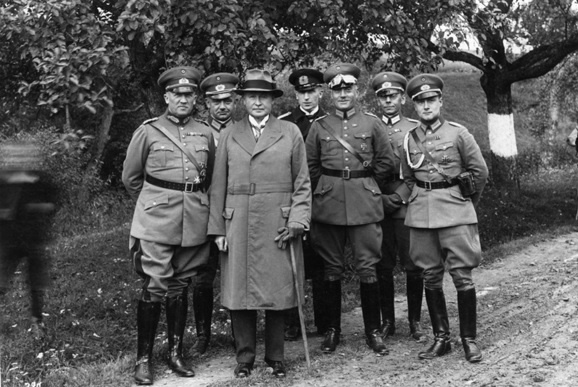
1930年、一番左がシュライヒャー。左から三人目が国防相ヴィルヘルム・グレーナー

1925年5月12日にパウル・フォン・ヒンデンブルクが大統領に当選すると、その息子オスカーを通じてシュライヒャーは大統領に個人的に影響を及ぼすようになり、ヴァイマル共和国軍、更には政界においてもその影響力を強めた。1926年に国軍省内に大臣官房として新設された政務課の課長に就任する。陸軍統帥部長官ゼークトはシュライヒャーの政治権力拡大を抑えつけようとしていたが、1926年10月にゼークトが失脚したことでシュライヒャーの足枷が外れる形となった。
さらに1928年1月にグレーナーがヘルマン・ミュラー内閣の国防相となったことがシュライヒャーの権力を押し上げた。グレーナーは教え子シュライヒャーを「我が養子」と呼ぶほど信頼していた。1929年1月に少将に昇進。また陸軍と海軍の共通の問題の処理、国軍省と他省庁や政党との交渉を担当する部門として国軍省に大臣官房(Ministeramt)が置かれ、官房長にシュライヒャーが任じられた。彼は「政治将軍」として本格的に暗躍を開始する。グレーナーはシュライヒャーを「私の政治担当の枢機卿」と称し、彼の政治的能力にすっかり依存してしまった。
1929年初頭からシュライヒャーは、ミュラー首相の大連立の政府をブルジョア右翼政府と取り替えるようヒンデンブルク大統領に迫っていた。シュライヒャーはハインリヒ・ブリューニングに目を付け、彼と再軍備の財政問題で合意し、ヤング案締結後に彼を首相にするための工作を行った。結果、1930年3月30日にブリューニング内閣が成立した。

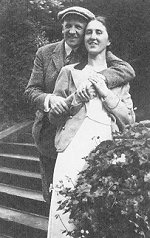
1931年、シュライヒャーと妻エリザベート。長いナイフの夜の粛清で両名とも殺された。

1931年7月28日、従兄弟の未亡人でフォン・ヘニング将軍の娘エリザベートと結婚した。同年、中将に昇進。
1932年4月13日にブリューニング首相とグレーナー国防相兼内相は、ヒンデンブルク大統領にナチ党の突撃隊と親衛隊を禁止する命令を出させた。しかし効果は薄く、4月23日に各州で行われた地方選挙でナチ党はバイエルン州を除き、全ての州議会で第一党に躍進した。シュライヒャーはブリューニング内閣を見限り、自分を中心とした右翼大連立政権を画策してナチ党に接触し、4月28日と5月8日にナチ党の党首アドルフ・ヒトラーと密会した。両者はブリューニングとグレーナーを失脚させること、突撃隊禁止命令を解除すること、国会を解散すること、国会選挙までは新内閣に寛容をもって臨むことなどで合意した。ナチ党とシュライヒャーはただちにグレーナーの失脚工作を開始した。5月10日に国会で突撃隊禁止命令を討議中にナチ党議員団はグレーナーに激しい罵倒を浴びせ、グレーナーを立往生させ、これによってグレーナーが国会討論に大敗北を喫したかのような印象を世間にもたらした。シュライヒャーはこれを利用して「グレーナーは病気」という噂を流して回り、恩師であるグレーナーに冷たく辞職を勧告した。ヒンデンブルクやブリューニングにも見捨てられたグレーナーは5月13日に国防相辞職（内相には留任）に追いやられた。
さらに東プロイセンの地主（ユンカー層が占める）が管理しきれない土地を失業者に分配するというブリューニングの政策にユンカーたちが「農業ボルシェヴィズム」と反発したのを機にシュライヒャーはヒンデンブルクにブリューニング解任を提案した。ヒンデンブルクはこれに同意し、5月29日にブリューニングを呼び出し、「今後は右翼政治を行うべし」「労働組合指導者層とは手を切るべし」「農業ボルシェヴィズムは根絶すべし」と命じた。事実上の辞職要求と感じたブリューニングは翌5月30日に総辞職した。

### パーペン内閣国防相
1932年5月26日にはシュライヒャーは次の首相としてフランツ・フォン・パーペンをベルリンに呼び寄せていた。5月30日にブリューニング内閣が瓦解すると、シュライヒャーは、ヒンデンブルクにパーペンを後継の首相に推薦した。シュライヒャーが当時ほとんど無名だったパーペンを首相に推薦したのは、パーペンが無経験で外見ばかり気にする性格だったため、操り人形にし易しと判断したからという。「パーペンは人の上に立つ器ではない」という周囲の反対に対してシュライヒャーは「彼に人の上になど立たれては困るな。彼は帽子みたいなもんだ」と語ったという。6月1日にパーペン内閣が成立し、シュライヒャーは退役して名誉階級歩兵大将の階級を与えられるとともに国防相として入閣した。
パーペン内閣は貴族ばかりの内閣として国民の支持が皆無だった。ナチ党を除く全主要政党からパーペン内閣は攻撃に晒された。先のシュライヒャーとの約束によりナチ党のみがパーペン批判を控えていた。シュライヒャーは、早速ナチ党取り込み工作を開始し、6月3日にヒトラーと面会して協力を要請したが、拒絶された。

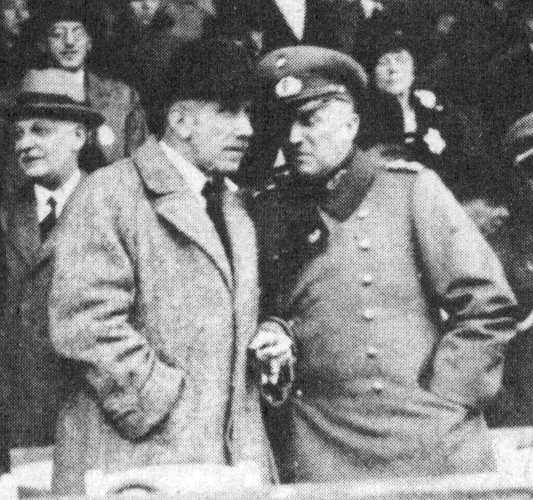
競馬観戦するパーペン（左）とシュライヒャー（1932年、ベルリン・カールスホルスト競馬場）

1932年7月31日に投票が行われた総選挙でナチ党が37.4%の得票率を得て230議席(改選前107議席)を獲得し、第一党に躍り出た。シュライヒャーは8月5日にパーペンに独断でヒトラーと面会し、パーペン内閣に副首相として入閣するよう求めたが、ヒトラーは首相の地位を要求した。シュライヒャーはヒトラーを首相にするようヒンデンブルクに取り計らう様になったが、ヒンデンブルクもパーペンもその意思はなかった。ヒンデンブルクはヒトラーを毛嫌いしていたし、パーペンはいくつかの閣僚職を提供することでナチ党を取りこむことができると未だに考えていた。
社民党のオットー・ブラウンが首班を務めるプロイセン州政府を武力で解散させて政府支配下に置くことには成功したものの、パーペンの政治能力に疑問を持つようになる。11月6日に行われた総選挙では、ナチ党は共産党の起こしたストライキへの参加やブルジョア的なパーペン内閣への激しい攻撃などにより財界やナチ党員にかなり離反されていたため、選挙資金を確保できずに議席を大きく減らした。しかし第一党は確保した。またナチ党以上に厄介な共産党が躍進してしまった。パーペンは再度ヒトラーに副首相就任を打診したが、やはり拒絶された。
パーペンを見限ったシュライヒャーは、政党間交渉をしやすくするためとして後の交渉はヒンデンブルクに任せ、パーペンに内閣総辞職を求めた。11月17日にパーペン内閣は形式的に内閣総辞職して暫定事務処理内閣に移行した。しかしパーペンはいずれヒンデンブルクから再度組閣の命令が来ると信じていた。11月18日から24日にかけてヒンデンブルクやマイスナーなど大統領府とヒトラーの交渉が行われたが、やはり平行線に終わった。
12月1日午後6時、ヒンデンブルク大統領はパーペンとシュライヒャーを招集した。パーペンは数か月前から立てていた憲法違反のクーデタ計画をヒンデンブルクに提案した。国軍を出動させて議会を半年間停止し、その間に改憲を行って大統領権限を強化する計画であった。しかしパーペンを失脚させたがっていたシュライヒャーはこの計画に反対した。シュライヒャーは自分が首相に就任し、ナチ党の一部を取り込んで分裂を誘うべきと主張した。ヒンデンブルクはパーペンを支持したが、シュライヒャーは頑として国軍のクーデタへの参加を拒否した。
つづいて翌12月2日の閣議でシュライヒャーは「パーペンの下で政府を作ろうといういかなる試みも国を混乱に陥れるだけ。ナチスが内乱を起こせば国軍にそれを鎮圧することは不可能」としてパーペンに退陣を求めた。閣僚はほとんどシュライヒャーを支持した。パーペンは大統領府へ逃げ込み、ヒンデンブルクの支持を得ようとしたが、「ことここにいたってはシュライヒャーに任せよう」と言われたという。こうして12月2日にクルト・フォン・シュライヒャーに組閣命令が下った。

### 首相就任

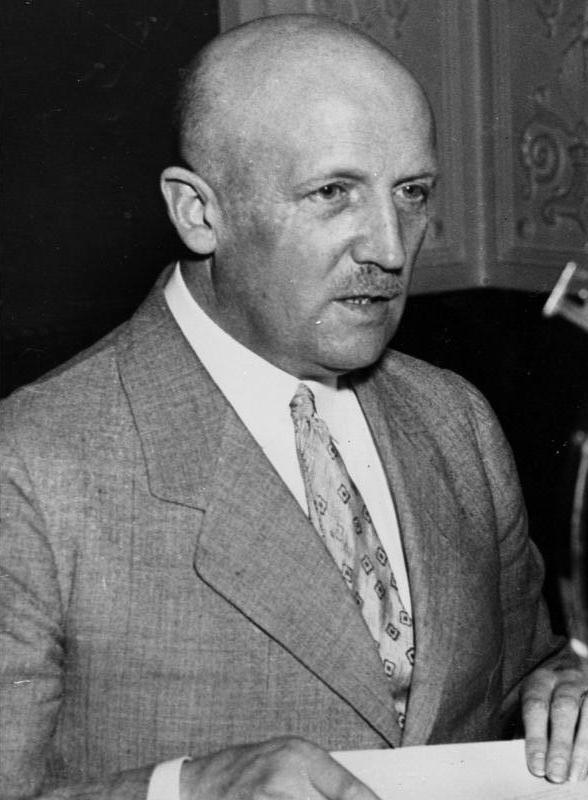
首相に就任した直後のシュライヒャー（1932年）

1932年12月3日に首相に就任した。シュライヒャー内閣は基本的にパーペン内閣と同じ顔触れだったが、パーペンを支持した内相ヴィルヘルム・フライヘル・フォン・ガイル男爵(de)は内閣から追放し、プロイセン州総督代理フランツ・ブラハト(de)を代わりの内相とした。
| シュライヒャー内閣 (1932年12月3日 - 1933年1月30日) | シュライヒャー内閣 (1932年12月3日 - 1933年1月30日) | シュライヒャー内閣 (1932年12月3日 - 1933年1月30日) | シュライヒャー内閣 (1932年12月3日 - 1933年1月30日) | シュライヒャー内閣 (1932年12月3日 - 1933年1月30日) |
| -------------------------------------------------- | -------------------------------------------------- | -------------------------------------------------- | -------------------------------------------------- | -------------------------------------------------- |
| 首相兼国防大臣事務取扱                             |                                                    | クルト・フォン・シュライヒャー                     |                                                    | 無所属                                             |
| 外務大臣                                           |                                                    | コンスタンティン・フォン・ノイラート               | 無所属                                             |                                                    |
| 内務大臣                                           |                                                    | フランツ・ブラハト                                 | 無所属                                             |                                                    |
| 財務大臣                                           |                                                    | ルートヴィヒ・シュヴェリン・フォン・クロージク     | 無所属                                             |                                                    |
| 経済大臣                                           |                                                    | ヘルマン・ヴァルムボルト                           | 無所属                                             |                                                    |
| 労働大臣                                           |                                                    | フリードリヒ・シラップ                             | 無所属                                             |                                                    |
| 法務大臣                                           |                                                    | フランツ・ギュルトナー                             | 無所属 (ドイツ国家人民党を離党)                    |                                                    |
| 運輸大臣兼郵政大臣                                 |                                                    | パウル・フォン・エルツ＝リューベナッハ             | 無所属                                             |                                                    |
| 食糧・農業大臣                                     |                                                    | マグヌス・フォン・ブラウン                         | 無所属 (ドイツ国家人民党を離党)                    |                                                    |
| 無任所大臣                                         |                                                    | ヨハネス・ポーピッツ                               | 無所属                                             |                                                    |
| 雇用創出・東方植民担当全権委員                     |                                                    | ギュンター・ゲレケ                                 | 無所属                                             |                                                    |

首相に就任したばかりの12月3日のうちにナチ党組織全国指導者グレゴール・シュトラッサーと接近を図り、彼に副首相とプロイセン州首相の地位に就いてほしいと要請した。ナチ党の選挙資金は枯渇しており、まともな選挙運動はほとんどできず、12月4日のテューリンゲン州州議会選挙では前回選挙と比べて40%もの得票を失うという大惨敗を喫した。組織全国指導者シュトラッサーの元には離党届が次々と届いていた。こうした情勢に焦っていたシュトラッサーは、12月5日と12月7日のベルリンのホテル・カイザーホーフでのナチ党指導者会議ですぐに入閣せねば党が瓦解すると主張した。しかし非妥協的なヒトラーはシュトラッサーを徹底的に非難・罵倒した。結局、シュトラッサーは党の役職を辞することとなり、シュライヒャーのナチ党分断策は失敗した。
一方、パーペンは自分を失脚に追い込んだシュライヒャーへの復讐心に燃えて、ヒトラーと接近していた。1月4日にヒトラーとパーペンはシュライヒャー政権の打倒とそれに代わるヒトラー＝パーペン政権の樹立で合意した。その後もヒトラーとパーペンは1月18日と1月22日に会談を行った。1月22日の会談にはシュライヒャーの旧友オスカー・フォン・ヒンデンブルクや銀行家、さらに大統領府長官オットー・マイスナーも加わり、オスカーとマイスナーの説得でヒンデンブルク大統領はヒトラーへの嫌悪を和らげた。さらに1月26日にはパーペンは国家人民党党首アルフレート・フーゲンベルクや鉄兜団団長フランツ・ゼルテと会談し、国家人民党や鉄兜団のヒトラー内閣への参加・協力の約束を取り付けた。
こうした動きに気付いたシュライヒャーは、1月23日にヒンデンブルク大統領にナチ党分断策が失敗に終わったことを告げ、国会を解散して国家緊急事態を宣言し、ナチ党と共産党を禁止する事を求めた。しかしヒンデンブルクは12月1日にパーペンが同じことを提案したのを君が潰したはずだと言ってこれを拒否した。シュライヒャーはあの時とは状況は全く変わったなどと喚いたが、ヒンデンブルクは取り合わなかった。彼はヒンデンブルクの自分への冷たい態度は首相辞任後も足繁く大統領のもとへ通っていたパーペンの入れ知恵の仕業だと考えて、パーペンへの憎しみを募らせた。

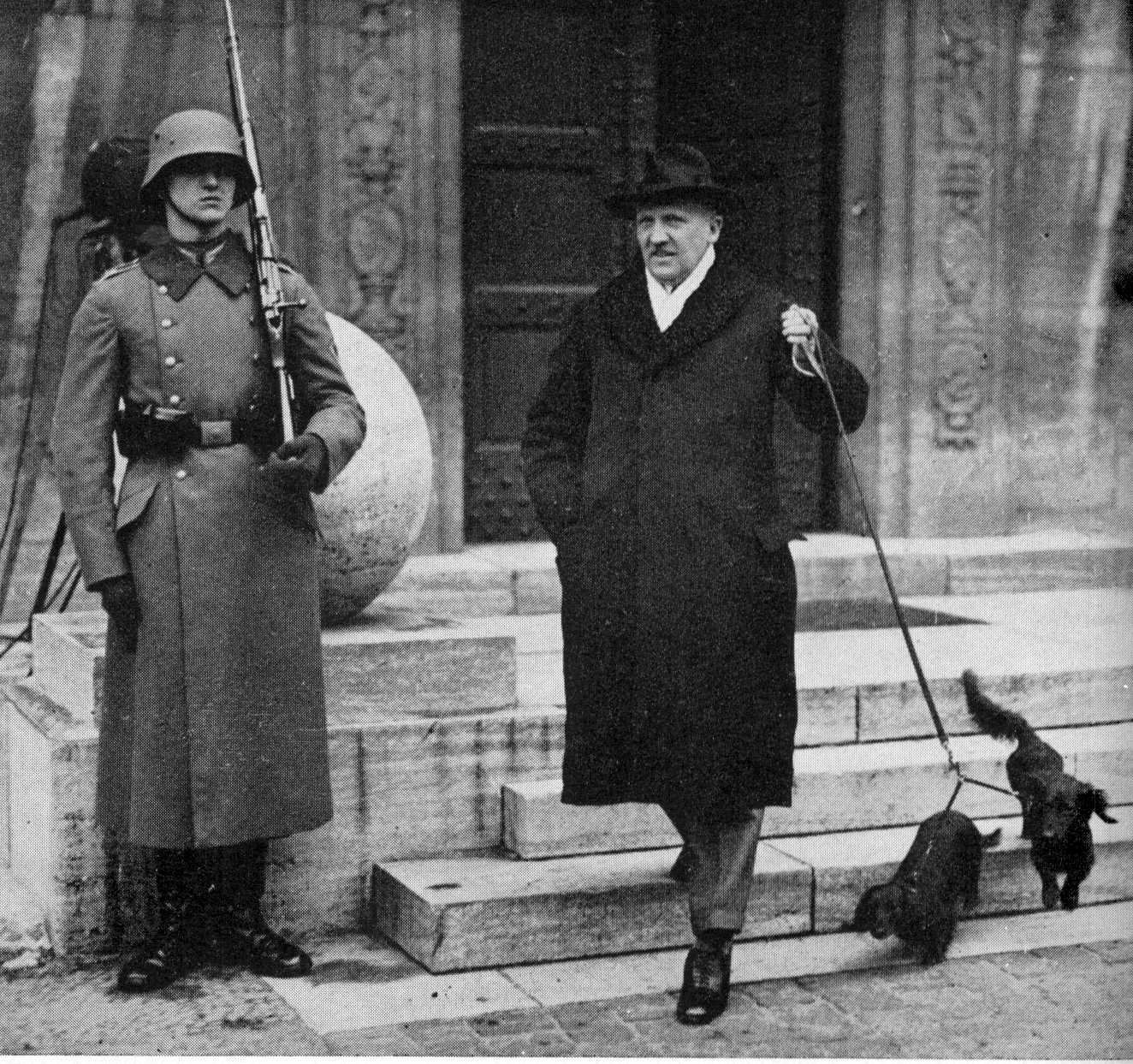
首相官邸を去るシュライヒャー（1933年2月）

ついに1月28日、ヒンデンブルク大統領と会見したシュライヒャーは辞職を申し出て、ヒトラーを後継首相にするようヒンデンブルクに勧めた。ヒンデンブルクは「将軍、祖国に尽くした君の尽力に感謝する。では神のお力でこれからどうなるのか見てみようじゃないか」と答えた。それでもシュライヒャーは憎きパーペンが中枢となって活躍する政権だけは阻止しようと図り、1月29日に陸軍統帥部長クルト・フォン・ハンマーシュタイン＝エクヴォルトをヒトラーの下へ派遣して、パーペンの胡散臭さを吹聴してナチ党のパーペン不信を煽り、またヒトラーに協力したい旨を申し出たが、パーペンと組んで政権を作る気であったヒトラーは曖昧に対応した。
1月30日午前11時15分にアドルフ・ヒトラーが首相に任命され、ヒトラー内閣が成立した。パーペンはヒトラーに次ぐ副首相として入閣した。その直前、オイゲン・オットやフェルディナント・フォン・ブレドウといった軍部内のシュライヒャー派はクーデターを計画し、陸軍統帥部長ハンマーシュタイン＝エクヴォルトも賛成したが、シュライヒャー本人が承認せず実行されなかった。シュライヒャーが弱気になっていたのは、当時シュライヒャーが貧血に苦しみ健康状態が優れなかったためという証言もある。

### 粛清

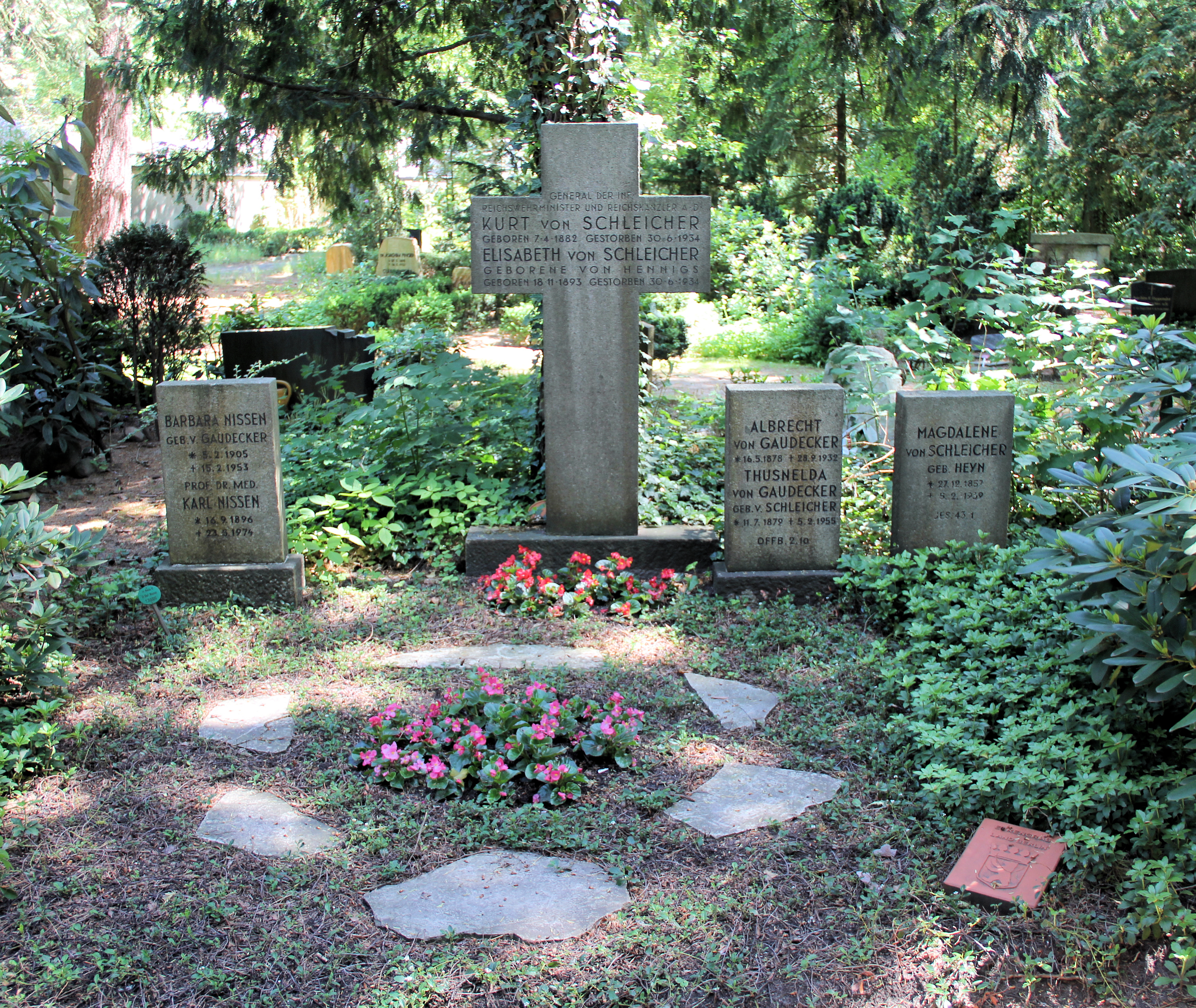
シュライヒャーの墓

首相退任後、国防省内にあった住居は、ナチスに近いヴェルナー・フォン・ブロンベルク新国防相からの申し入れにより手放さざるを得なくなった。引退を機にかつての上官で1932年に追い落としたグレーナー元国防相と和解し、夫人と共に長期の国内旅行に出かけた。シュライヒャーは公にヒトラー政権を批判し、友人たちから警告されたこともあった。かつての部下オット少将は危険を察知し、シュライヒャーに対してしばらく自分の赴任先である日本に滞在するよう要請したが、シュライヒャーは「プロイセンの将軍は祖国から逃げたりはしないものだ」と言ってこれを断った。
翌1934年6月30日、シュライヒャーは長いナイフの夜でシュトラッサーらと共に粛清される。午前10時半ごろに自宅で知人と電話中に何者かの訪問を受け、応対したところ銃撃され、駆け付けた夫人も銃撃されて共に死亡した。襲撃したのは親衛隊のヨハネス・シュミットらだとされている。彼は現役の陸軍将帥であり、しかも夫人も巻き添えになっているにもかかわらず、国防軍はナチスに何の抗議もしなかった。捜査はポツダム市警察長官ヴォルフ＝ハインリヒ・フォン・ヘルドルフの指令により停止された。事件の唯一の目撃者だった家政婦のマリア・グンテルは翌年不審な溺死を遂げているが、公式には自殺と発表された。
国防軍に影響力を保持していたシュライヒャーはナチスにとって危険な存在であり、またナチスの分裂を試みた彼をヒトラーは決して許さなかったのである。ナチス党機関紙「フェルキッシャー・ベオバハター」は2年後に「1933年1月29日のシュライヒャーによるクーデター計画」という記事を掲載し、シュライヒャー粛清を正当化した。ただし、国防軍はシュライヒャーの名誉回復を図り、ある程度は成功した。

## キャリア

### 軍階級
- 1900年3月22日、少尉（Leutnant）[5]
- 1909年10月18日、中尉（Oberleutnant）[5]
- 1913年12月18日、大尉（Hauptmann）[5]
- 1918年7月15日、少佐（Major）[5]
- 1924年1月1日、中佐（Oberstleutnant）[5]
- 1926年3月1日、大佐（Oberst）[5]
- 1929年1月23日、少将（Generalmajor）[5]
- 1931年10月1日、中将（Generalleutnant）[5]
- 1932年6月1日、名誉階級歩兵大将（Charakter als General der Infanterie）[5]

### 勲章
- 二級鉄十字章[5]
- ホーエンツォレルン家勲章 剣付騎士十字章[5]